# Arnold Peralta
Arnold Fabián Peralta Sosa (29. března 1989 La Ceiba – 10. prosince 2015 La Ceiba) byl honduraský fotbalový záložník a reprezentant.
Ve věku 26 let se stal obětí vraždy, 10. prosince 2015 jej na ulici v rodném městě La Ceiba zastřelil neznámý pachatel na motocyklu.

## Klubová kariéra
- CDS Vida 2008–2013
- Rangers FC 2013–2015
- CD Olimpia 2015

## Reprezentační kariéra
Nastupoval v honduraských mládežnických reprezentacích U20 a U23.
Zúčastnil se Mistrovství světa hráčů do 20 let 2009 v Egyptě, nastoupil ve všech třech zápasech v základní skupině F, v níž Honduras obsadil se třemi body poslední čtvrté místo. Peralta jednou skóroval (v zápase proti Maďarsku).

Hrál i v honduraském týmu do 23 let na LOH 2012 v Londýně.
V A-mužstvu Hondurasu debutoval v roce 2011. Celkem za něj odehrál v letech 2011–2015 26 zápasů, gól nevstřelil. Reprezentaci vedl i jako kapitán.

### Reprezentační zápasy
Zápasy Arnolda Peralty v A-mužstvu Hondurasu
| Honduras | Honduras | Honduras |
| Rok      | Zápasy   | Góly     |
| -------- | -------- | -------- |
| 2011     | 1        | 0        |
| 2012     | 5        | 0        |
| 2013     | 13       | 0        |
| 2014     | 3        | 0        |
| 2015     | 4        | 0        |
| Celkem   | 26       | 0        |